# Ely (Verenigd Koninkrijk)
Ely is een civil parish met de officiële titel van city, in het bestuurlijke gebied East Cambridgeshire, in het Engelse graafschap Cambridgeshire. De plaats telt 20.256 inwoners (2011).
Ely is als nederzetting ontstaan op een circa 60 km² groot, 26 m verhoogde eiland in The Fens, toen deze nog niet gedraineerd werden. De economie van de regio was en is voornamelijk agrarisch. Voordat het veengebied van The Fens werden drooggelegd, was de palingvisserij een belangrijke activiteit, waarvan de naam volgens sommige bronnen mogelijk is afgeleid, Eel Island (palingeiland). Ely werd ook veelal benoemd als Isle of Ely. In de achttiende eeuw begon de drooglegging van de venen, tot zoetwatermoerassen en vennen waarin turf werd afgezet. Toen de venen waren drooggelegd, creëerde dit veen een rijke en vruchtbare grond die ideaal was voor landbouw.
De oorsprong van de stad wordt toegeschreven aan koningin Ethelreda die in de zevende eeuw bij Ely een abdij stichtte, met mannelijke en vrouwelijke geestelijken. Vast staat dat de abdij rond 970 de regels van de benedictijnen volgde.  Het is vanuit de abdij dat de bouw van de bekende kathedraal van Ely werd geïnitieerd, waarvan de bouw begon in 1093 en voltooid werd in 1534. De stenen voor de kathedraal werden aangekocht van de abdij van Peterborough en kwamen van de steengroeve van Barnack in Northamptonshire, 50 km verderop. De abdij van Peterborough ontving hiervoor een vergoeding van 8.000 palingen per jaar. Deze kerk heeft Saksische, Normandische en vroeggotische elementen. De componist Christopher Tye (c.1505 – voor 1573) werkte hier als koorleider. Oliver Cromwell heeft enige jaren in de stad gewoond; zijn woonhuis is nu een museum, Oliver Cromwell's House.
In het Stained Glass Museum worden 13de-eeuwse glasramen tentoongesteld; het Ely Museum vertelt de geschiedenis van de stad.

## Geboren in Ely
- Guy Pearce (1967), Australisch acteur